# Bacabal
Bacabal este un oraș în unitatea federativă Maranhão (MA), Brazilia.